# Walter Burkert
Walter Burkert (Neuendettelsau, 2 februari 1931 – Uster, 11 maart 2015) was een emeritus hoogleraar en classicus. Hij wordt beschouwd als een vooraanstaand deskundige op het gebied van de Oudgriekse religies en mysteriegodsdiensten.

## Biografie
Walter Burkert studeerde klassieke filologie, geschiedenis en filosofie aan de Friedrich-Alexander-Universität Erlangen-Nürnberg en de Ludwig Maximilians-Universiteit. Hij verkreeg in 1955 aan de Universiteit van Erlangen de PhD-graad. In 1962 volgde een wetenschappelijke promotie (habilitatie) in Neurenberg over Pythagoras, Philolaos en Plato. In 1965 verbleef hij als fellow aan het Center for Hellenic Studies, een onderzoekinstituut in Washington D.C dat behoort bij de Harvard-universiteit.
Hij was van 1966 tot 1969 hoogleraar in de klassieke filologie aan de Technische Universiteit van Berlijn en van 1969 tot 1996 aan de Universiteit Zürich. Hij was een visiting professor aan de Harvard-universiteit, de Universiteit van Californië en de Universiteit van St Andrews in Schotland. Hij kreeg meerdere academische onderscheidingen, waaronder in 1990 de Balzan Prijs voor Klassieke Studies en in 1999 de orde Pour le Mérite.
Burkert schreef meer dan 17 boeken en honderden essays over de Hellenistische godsdiensten. Drie van deze boeken zijn standaardwerken op dit gebied: Homo Necans uit 1972 (in het Engels 1983), Greek Religion uit 1977 (in het Engels 1985) en Ancient Mystery Cults uit 1987.
Hij was een lid een groot aantal academische gezelschappen in Europa en de Verenigde Staten waaronder de Academia Europaea, de British Academy en de American Philosophical Society. Hij had vijf eredoctoraten.

## Zijn werk
Volgens Burkert, voortbouwend op reeds bestaande inzichten over dit thema, bestaan er verbanden tussen religieuze rituelen en mythen. Geweld is een van de meest primitieve biologische mechanismen van de menselijke samenleving en daarom speelt het offer een grote rol. Een offer is een geritualiseerde geweldshandeling op een dier waarvan het doel is om de eenheid binnen de menselijke gemeenschap te bereiken. Bijvoorbeeld in zijn boek Creation of the Sacred werkt hij dit thema uit en postuleert hij aan dat Antieke religies mogelijk zijn voortgekomen uit ons bestaan als sociale mensaap op de Afrikaanse savannes. Deze primitieve mensachtige neigde naar gewelddadigheid maar was omgekeerd ook zelf het slachtoffer van sterkere machten zoals grote roofdieren.